# WIT/Saison 2011
Dieser Artikel listet Erfolge und Mannschaft des Radsportteams WIT in der Saison 2011 auf.

## Erfolge in der Europe Tour
| Datum  | Rennen              | Kat. | Fahrer       |
| ------ | ------------------- | ---- | ------------ |
| 8. Mai | Circuit de Wallonie | 1.2  | Diego Tamayo |

## Mannschaft
| Name                           | Geburtstag         | Nationalität | Team 2010          |
| ------------------------------ | ------------------ | ------------ | ------------------ |
| Mathieu Drouilly               | 31. Januar 1986    | Frankreich   | Landbouwkrediet    |
| Fausto Fognini                 | 10. November 1985  | Italien      | Amore & Vita-Conad |
| Tyron Giorgieri (ab 1. August) | 4. September 1988  | Italien      | Neoprofi           |
| Enrico Montanari               | 19. Februar 1985   | Italien      | Neoprofi           |
| Aristide Ratti                 | 7. Juni 1982       | Italien      | CarmioOro NGC      |
| Martial Ricci-Poggi            | 25. September 1980 | Frankreich   | Landbouwkrediet    |
| Marco Stefani                  | 2. Oktober 1984    | Italien      | Neoprofi           |
| Diego Tamayo                   | 19. September 1983 | Kolumbien    | CarmioOro NGC      |
| Juan Tamayo                    | 23. Mai 1988       | Kolumbien    | Neoprofi           |
| Luca Zanasca (ab 1. August)    | 23. August 1983    | Italien      | CDC-Cavaliere      |
| Stagiaires                     | Stagiaires         | Nationalität | Nationalität       |
| Andrea Zanetti                 | Andrea Zanetti     | Italien      |                    |

## Platzierungen in UCI-Ranglisten
UCI Europe Tour 2011
|      | Fahrer           | Punkte |
| ---- | ---------------- | ------ |
| 384. | Diego Tamayo     | 40     |
| 441. | Enrico Montanari | 35     |
| 752. | Juan Tamayo      | 12     |